# SMR Balș
SMR Balș este o companie specializată în construirea și reparația materialului rulant din România.
Compania produce boghiuri, aparate de rulare, osii montate, osii simple, roți monobloc și lingouri de oțel.
Societatea a fost proiectată și construită în perioada 1965 - 1970 iar până în 1991 s-a numit Întreprinderea de Osii și Boghiuri Balș (IOB).
Acționarul majoritar al companiei este MR Investiții Industriale, care controlează 75,01% din acțiuni.
Compania International Railway Systems deține 16,54%, iar Autoritatea pentru Valorificarea Activelor Statului (AVAS) are o participație de 5,85%.
Titlurile SMR Balș se tranzacționează la categoria de bază a pieței Rasdaq, secțiunea XMBS, sub simbolul BALZ.
Număr de angajați:
- 2009: 1.621[3]
- 2004: 2.000[4]

Cifra de afaceri:
- 2008: 28,7 milioane euro[3]
- 2007: 33,9 milioane euro[1]
- 2006: 102,6 milioane lei[1]

Profit net:
- 2007: 0,1 milioane euro[3]
- 2007: 0,8 milioane lei[1]
- 2006: 0,5 milioane lei[1]